# Festival Paris Polar
Le festival Paris Polar a été créé en 2004 à la Mairie du 13e arrondissement de Paris. Il est le fruit d'une coopération entre un passionné de littératures policières et d'un Député Maire. Chaque année et durant quatre jours, le festival revisite les polars et thrillers à succès ou encore méconnus du public, et ce, à travers différentes animations mises en œuvre pour l’événement.

## Son objectif
L'objectif de Paris Polar est de faire connaitre ce genre littéraire, souvent considéré comme mineur et dont la cible de lecteurs serait en apparence restreinte. De plus, il permet, à chacune de ses éditions, de permettre au public de découvrir ou de redécouvrir le quartier à travers les lieux insolites de l'arrondissement.

## Organisation du festival
Le Paris Polar se compose de quatre jours de festival, comprenant une soirée débat à l'hôpital Saint-Anne, deux jours de salon polar avec notamment des tables rondes, une quarantaine d'auteurs du monde entier en signature, des rencontres avec des auteurs et professionnels de ce genre littéraire, des expositions autour de ce thème, un jeu-concours d'écriture de nouvelles, un jeu de piste polar, et enfin, une soirée cinéma noir au cinéma Escurial.

## Les associations Paris Polar et 813
Créée en janvier 2013, l’association Paris Polar, composée de professionnels de l'édition et de l'écriture et d'amateurs de romans policiers, a pour vocation de rassembler les énergies pour construire des actions nouvelles, enrichir et développer ses partenariats avec les acteurs locaux.
L'association 813, quant à elle, est partenaire de l’événement. Elle a été créée en 1980 par divers passionnés du genre et de Maurice Leblanc. 813 regroupe à la fois des amateurs, des écrivains, des professionnels du livre et des universitaires. Depuis 25 ans, l'association poursuit plusieurs buts comme la promotion et l'étude de genres noirs mais également la publication de la revue 813. Chaque année, elle remet ses trophées, célébrés par ses adhérents.

## L'édition 2013
La 10e édition a eu lieu du 22 au 25 novembre 2013. Deux jours ont été consacrés au Salon Polar avec des tables rondes autour d’une vingtaine d’auteurs français et étrangers. L’invité d’honneur, le poète chinois Qiu Xiaolong a été entouré d’autres pointures dont quelques-uns couronnés du grand prix de littérature policière (Sam Miller, Sandrine Collette). Cela a été l’occasion de rencontrer d’autres auteurs comme Olivier Truc et Bernard Werber. Qiu Xiaolong a profité de sa venue pour décerner le prix Paris Polar à celui ou celle qui aura conquis le cœur du jury du concours de nouvelles 2013. Le festival a également présenté des œuvres de Jacques Monory, adepte de la figuration narrative et figure du « pop-art » à la française, notamment influencé par le cinéma et le roman noir. En plus des quelques promenades thématiques organisées autour du « crime » et autres jeux de pistes destinés aux plus jeunes, une projection du film Duel de Steven Spielberg, a été organisée en « ciné-concert » au cinéma Escurial.

## L'édition 2014
La 11e édition a eu lieu du 21 au 23 novembre 2014. L'invité d'honneur était Bertrand Tavernier. Parmi les auteurs invités, Charles Berberian, Stephan Ghreener, François Guérif, John Harvey, Miles Hyman, Elsa Marpeau, Patrick Pécherot, Lorenzo Lunar et Sébastien Rutés. Se déroulait en parallèle une section littérature jeunesse avec des auteures telles que Maïté Bernard, Charlotte Bousquet, Eléonore Cannonne et Claire Gratias. Une section bandes dessinées était présente avec des auteurs tels que Charles Berberian, Jean-Christophe Chauzy, Christian de Metter, Miles Hyman, Maël et Anthony Pastor.

## L'édition 2015
Ouverte au lendemain des attentats du 13 novembre 2015, cette édition a eu lieu du 20 au 22 novembre 2015. Aux côtés de l'invité d'honneur, Hervé Claude, étaient présents une vingtaine d'auteurs, français pour la plupart : Dominique Sylvain, Hervé Claude ; Sylvie Allouche, Henri Bonetti, Thomas Bronnec, Jean-Claude Claeys, Didier Decoin, Bejamin Guérif, Vincent Gravé, Marin Ledun, Jérôme Leroy, Dominique Manotti, Nicolas Mathieu, Bernard Minier, Colin Niel, Pierre Place, Stéphane Ramael, Carlos Salem, Jean-Christophe Tixier, Martyn Waites, Eric Yung.  C'est Dominique Sylvain qui a présidé le concours de nouvelles, sur le thème de la météo extrême...

## L'édition 2016
Du 18 au 20 novembre 2016, cette 13e édition avait pour thème justice et polar : des faits divers et des affaires criminelles à la littérature. Le juge et auteur Eric Halphen en était l’invité d’honneur. A ses côtés, de nombreux auteurs, dont plusieurs issus du journalisme : Jake Adelstein, Alain Amariglio, Luc Chomarat, Marie Devois, Elise Fontenaille, Sylvie Granotier, Claude Izner (Laurence Lefèvre et Liliane Korb), Philippe Jaenada, Jean-Yves Le Naour , Yves Tenret , Patricia Tourancheau, Francis Zamponi. Danielle Thiéry, ancienne commissaire divisionnaire passée du côté des auteurs, a présidé le jury du concours de nouvelles. La BD était solidement représentée par Pascal Bresson, Matthieu Chiara, Patrick Marty et Nie Chongrui, Loustal, Dominique Paganelli. Enfin, le musée en ligne Criminocorpus était présent, avec Pierre Piazza, Marc Renneville et Jean-Lucien Sanchez.